# Bûche de Noël
En bûche de Noël (fransk) eller yule log (norønt/engelsk) er en traditionel julekage, der ofte serveres som dessert ved juletid i fransktalende lande som Frankrig, Belgien, Schweiz og tidligere franske kolonier som Canada, Vietnam og Libanon. Varianter serveres også i USA, Storbritannien, Portugal og Spanien.
Den har været anvendt ved fejring af solhverv og kendes fra Middelalderen.